# Declaració de Doha
La Declaració de Doha relativa a l'Acord ADPIC i la Salut Pública de novembre de 2001 es va adoptar en la Conferència Ministerial de l'Organització Mundial del Comerç (OMC) de 2001 a Doha el 14 de novembre de 2001. Reafirmant la flexibilitat dels estats membres en eludir els drets de patent segons l'Acord sobre els ADPIC per a un millor accés als medicaments essencials.
En els paràgrafs 4 a 6 de la Declaració de Doha, els governs van acordar que:
«4. L'Acord sobre els ADPIC no pot impedir que els membres adoptin mesures per protegir la salut pública. En conseqüència, alhora que reiterem el nostre compromís amb l'Acord sobre els ADPIC, afirmem que aquest Acord pot i ha de ser interpretat i aplicat d'una manera que doni suport al dret dels membres de l'OMC a protegir la salut pública i, en particular, de promoure l'accés als medicaments per a tothom.
Referent a això, reafirmem el dret dels membres de l'OMC d'utilitzar, al màxim, les disposicions de l'Acord sobre els ADPIC, que preveuen flexibilitat en aquest efecte.
5. En conseqüència, i a la llum del paràgraf 4 acabat de mencionar i alhora que mantenim els compromisos en l'Acord sobre els ADPIC, reconeixem que aquestes flexibilitats inclouen:
(a) Que en aplicar les normes consuetudinàries d'interpretació del dret internacional públic, cada disposició de l'Acord sobre els ADPIC es llegirà a la llum de l'objecte i fi de l'Acord tal com s'expressa, en particular, en els seus objectius i principis.
(b) Cada membre té el dret de concedir llicències obligatòries i la llibertat de determinar les bases sobre les quals es concedeixen aquestes llicències.
(c) Cada membre té el dret de determinar el que constitueix una emergència nacional o altres circumstàncies d'extrema urgència, amb el benentès que les crisis de salut pública, incloses les relacionades amb el VIH/SIDA, la tuberculosi, el paludisme i altres epidèmies, poden representar una emergència nacional o altres circumstàncies d'extrema urgència.
(d) L'efecte de les disposicions de l'Acord sobre els ADPIC que són pertinents a l'esgotament dels drets de propietat intel·lectual és deixar a cada membre en llibertat d'establir el seu propi règim d'esgotament [d'aquests drets] sense impugnació, a reserva de les disposicions de les nació més afavorida i de tracte nacional, segons els articles 3 i 4.
6. Reconeixem que els membres de l'OMC que tinguin una capacitat de fabricació insuficient o inexistent en el sector farmacèutic poden tenir dificultats per fer un ús efectiu de les llicències obligatòries segons l'Acord sobre els ADPIC. Encomanem al Consell dels ADPIC que trobi una ràpida solució a aquest problema i que informi al Consell General abans de la fi de 2002".
Aquestes disposicions de la Declaració asseguren que els governs podran emetre llicències obligatòries sobre les patents de medicaments, o prendre altres mesures per protegir la salut pública.